# Blauet nan dorsirogenc
El blauet nan dorsirogenc (Ceyx rufidorsa) és una espècie d'ocell de la família dels alcedínids (alcedinidae). És endèmic del sude-est asiàtic: Indonèsia, Malàisia, Filipines, Brunei, Myanmar, Singapur i Tailàndia. Els seus hàbitats principals són els següents ambients tropicals i subtropicals: boscos de frondoses secs, boscos de frondoses humits, manglars, cursos d'aigua i zones humides. El seu estat de conservació es considera de risc mínim.

## Taxonomia
Segons la llista mundial d'ocells del Congrés Ornitològic Internacional (versió 14.1, gener 2024) aquest tàxon tindria la categoria d'espècie. Tanmateix, altres obres taxonòmiques, com el Handook of the Birds of the World i la quarta versió de la BirdLife International Checklist of the birds of the world (Desembre 2019), el consideren encara una agrupació de subespècies del blauet nan oriental (Ceyx erithaca).
La decisió del COI es basà en estudis genòmics que demostraren diferències genètiques consitents de les subespècies C.e motleyi, captus i jungei respecte les altres subespècies del tàxon original.